# Carlo Zanmatti
Carlo Zanmatti (Travo, 5 ottobre 1896 – Roma, 5 settembre 1978) è stato un ingegnere ed amministratore di società italiano.
Dopo essersi laureato nel 1921 in ingegneria civile, al Politecnico di Milano, entrò nell'impresa condotta dal padre, che si occupava della produzione di attrezzature di perforazione e della perforazione di pozzi, poi passò alla società Ballerini, che lo inviò a Derolli, in Albania.
Assunto dall'Agip nel 1927 quale assistente al supervisore di perforazione, acquisì una vasta esperienza operando sia nell'Italia settentrionale che all'estero (in particolare in Iraq, in Romania ed in Eritrea). Questa esperienza gli consentì una brillante carriera nell'azienda finché, nel 1940, venne nominato direttore centrale di tutte le operazioni minerarie.
Durante la sua direzione, nell'ottobre del 1944 l'Agip scoprì, al pozzo n. 1 di Caviaga, un importante giacimento di gas che però Zanmatti fece immediatamente richiudere, mantenendo la notizia segreta affinché il pozzo non cadesse in mani tedesche.
Subito dopo la fine della Seconda guerra mondiale viene nominato commissario liquidatore della stessa Agip, incarico da cui viene però successivamente allontanato per la sua adesione al fascismo repubblicano (l'occultamento, però del pozzo di Caviaga valse a salvarlo dall'epurazione); nell'incarico gli successe Enrico Mattei, il quale poi lo richiamò all'Agip e ne fece uno dei suoi più stretti collaboratori.